# Morinowotome egregia
Morinowotome egregia är en tvåvingeart som först beskrevs av Ito 1953.  Morinowotome egregia ingår i släktet Morinowotome och familjen borrflugor. Inga underarter finns listade i Catalogue of Life.